# Opération Sentinelle

Logo der Opération Sentinelle

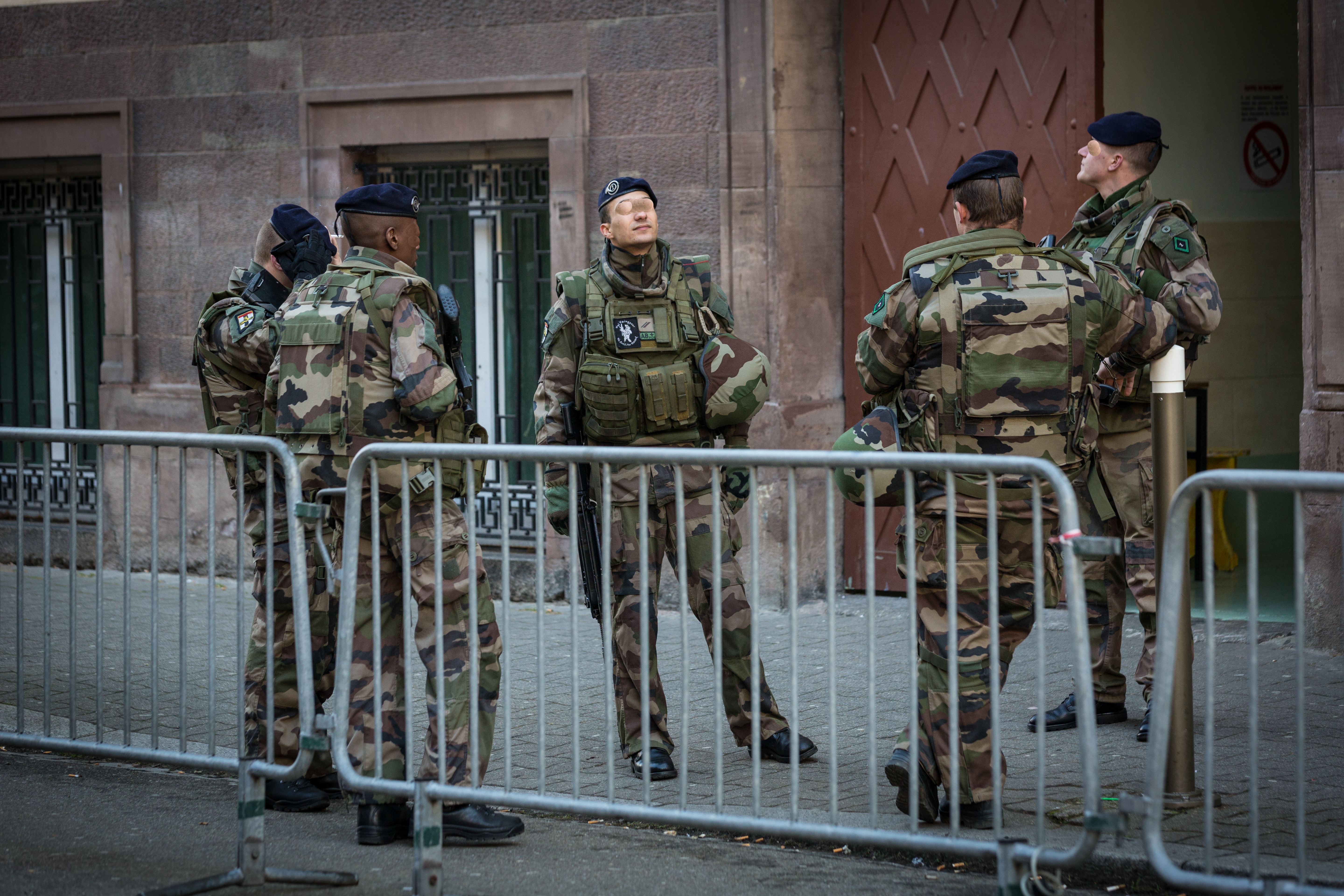
Soldaten der Opération Sentinelle schützen eine jüdische Schule in Straßburg, Februar 2015.

Die Opération Sentinelle (französisch; übersetzt „Operation Wachposten“) ist eine französische Militäroperation mit 10.000 Soldaten und 4.700 Polizisten der Gendarmerie nationale, die nach dem Anschlag auf Charlie Hebdo seit dem 12. Januar 2015 konzentriert im Raum Île-de-France und darüber hinaus in den französischen Provinzen eingesetzt wird. 
154 Einheiten werden an 722 Standorten eingesetzt, um sensible Orte und Objekte vor terroristischen Anschlägen zu schützen, darunter Gotteshäuser, Schulen, öffentliche Gebäude, Theater, Museen, Denkmäler, Märkte, U-Bahnen, Bahnhöfe, Flughäfen, diplomatische und konsularische Vertretungen sowie Medien. Sie werden rund um die Uhr bewacht. Die vom ehemaligen französischen Staatspräsidenten François Hollande beschlossene Opération Sentinelle stärkt zusätzlich zum französischen Anti-Terror-Plan Vigipirate die Sicherheit auf dem französischen Staatsgebiet. Sie wurde aufgrund der Terroranschläge am 13. November 2015 in Paris verstärkt und befindet sich aufgrund anhaltender Terroranschläge in Frankreich in ständiger Alarmbereitschaft. 6500 Einsatzkräfte sind in der Île-de-France und 3500 in den Provinzen im Einsatz. Hinzu kommen 1500 Marinesoldaten, die seeseitige Anschläge vereiteln und 1000 Soldaten der französischen Luftstreitkräfte, die die Sicherheit des französischen Luftraums gewährleisten sollen.
Aufgrund des Anschlags in Nizza vom 29. Oktober 2020 kündigte Emmanuel Macron an, die Einsatzkräfte in den Provinzen auf 7.000 aufzustocken.
Die Opération Sentinelle ist  eine dauerhafte Aufgabe der französischen Streitkräfte im Inland geworden.